# Oudhuizen beoosten Bijleveld
Het waterschap Oudhuizen beoosten Bijleveld  was een klein waterschap in de Nederlandse provincie Utrecht in de gemeente Wilnis en/of Vinkeveen en Waverveen.
Bijleveld verwijst naar de naam van het afwateringskanaal Bijleveld dat hier loopt in naar de Amstel.